# Unterseeboot 286
Le Unterseeboot 286 (ou U-286) est un sous-marin allemand (U-Boot) de type VII.C utilisé par la Kriegsmarine (marine de guerre allemande) pendant la Seconde Guerre mondiale.

## Historique
Mis en service le 5 juin 1943, l'Unterseeboot 286 passe son temps d'entraînement initial à Danzig au sein de la 8. Unterseebootsflottille jusqu'au 31 juillet 1944, puis l'U-286 rejoint son unité de combat à Bergen avec la 11. Unterseebootsflottille. Le 5 novembre 1944, il rejoint la 13. Unterseebootsflottille à Trondheim  jusqu'au  28 février 1945, date à laquelle l'U-286 est affecté à la 11. Unterseebootsflottille à Bergen.
Le 17 mars 1944, un accident se produit lorsque l'U-286 éperonne l'U-1013 pendant un exercice en mer Baltique à l'est de Rügen, à la position 54° 21′ 02″ N, 13° 55′ 02″ E. L'U-1013 coule, tuant vingt-cinq sous-mariniers.
L'Unterseeboot 286 effectue quatre patrouilles dans lesquelles il coule un navire de guerre ennemi de 1 150 tonnes au cours des 135 jours en mer.
En préparation de sa première patrouille, il quitte le port de Kiel le 10 juin 1944 sous les ordres de l'Oberleutnant zur See Willi Dietrich. Après quatre jours en mer, il arrive le 13 juin 1944 à Flekkefjord.
Il réalise sa première patrouille, quittant le port de Flekkefjord le 5 juillet 1944 toujours sous les ordres de l'Oberleutnant zur See Willi Dietrich. 

Le 18 juillet 1944, un avion De Havilland DH.98 Mosquito norvégien (Squadron 333/K) attaque l'U-Boot, causant des dégâts, tuant un sous-marinier et en blessant sept autres. L'U-286 annule sa mission .

Après quatorze jours de mer, il arrive à Kristiansand le jour même le 18 juillet 1944.
L'U-286 quitte le port d'Harstad pour sa quatrième patrouille le 18 avril 1945 toujours sous les ordres de l'Oberleutnant zur See Willi Dietrich. Après douze jours en mer, l'U-286  attaque le convoi RA-66 et coule le destroyer d'escorte HMS Goodall. L'U boot succombera à la contre attaque des frégates britanniques HMS Loch Insh, HMS Anguilla et HMS Cotton le même jour dans la mer de Barents au nord de Mourmansk (Russie)  à la position géographique de 69° 29′ N, 33° 37′ E
. 
Les cinquante-et-un membres d'équipage meurent dans cette attaque.

## Affectations successives
- 8. Unterseebootsflottille à Danzig du 5 juin 1943 au 31 juillet 1944 (entrainement)
- 11. Unterseebootsflottille à Bergen du 1er août au 4 novembre 1944 (service actif)
- 13. Unterseebootsflottille à Trondheim du 5 novembre 1944 au 28 février 1945 (service actif)
- 11. Unterseebootsflottille à Bergen du 1er mars} au 29 avril 1945 (service actif)

## Commandement
- Oberleutnant zur See Willi Dietrich du 5 juin 1943 au 29 avril 1945

## Patrouilles
|       | Commandant           | Départ           | Départ       | Arrivée          | Arrivée      | Jours     | Succès  |
| ----- | -------------------- | ---------------- | ------------ | ---------------- | ------------ | --------- | ------- |
|       | Oblt. Willi Dietrich | 10 juin 1944     | Kiel         | 13 juin 1944     | Flekkefjord  | 4 jours   |         |
| 1     | Oblt. Willi Dietrich | 5 juillet 1944   | Flekkefjord  | 18 juillet 1944  | Kristiansand | 14 jours  |         |
|       | Oblt. Willi Dietrich | 25 juillet 1944  | Kristiansand | 26 juillet 1944  | Bergen       | 2 jours   |         |
|       | Oblt. Willi Dietrich | 7 août 1944      | Bergen       | 10 août 1944     | Horten       | 4 jours   |         |
|       | Oblt. Willi Dietrich | 14 août 1944     | Horten       | 16 août 1944     | Bergen       | 3 jours   |         |
|       | Oblt. Willi Dietrich | 11 novembre 1944 | Bergen       | 13 novembre 1944 | Trondheim    | 3 jours   |         |
| 2     | Oblt. Willi Dietrich | 18 novembre 1944 | Trondheim    | 7 janvier 1945   | Harstad      | 51 jours  |         |
| 3     | Oblt. Willi Dietrich | 14 janvier 1945  | Harstad      | 24 février 1945  | Harstad      | 42 jours  |         |
| 4     | Oblt. Willi Dietrich | 18 avril 1945    | Harstad      | 29 avril 1945    | Coulé        | 12 jours  | 1 150   |
| Total | Total                | Total            | Total        | Total            | Total        | 135 jours | 1 150 t |

Note : Oblt. = Oberleutnant zur See

### Opérations Wolfpack
L'U-286 a opéré avec les Wolfpacks (meute de loups) durant sa carrière opérationnelle:
1. Stier (28 novembre 1944 - 3 janvier 1945)
2. Rasmus (6 février 1945 - 13 février 1945)
3. Faust (16 avril 1945 - 29 avril 1945)

## Navires coulés
L'Unterseeboot 286 a coulé un navire de guerre ennemi de 1 150 tonnes au cours des quatre patrouilles (119 jours en mer) qu'il effectua.
| Date          | Nom du navire       | Nationalité | Convoi | Tonnage | Fait  |
| ------------- | ------------------- | ----------- | ------ | ------- | ----- |
| 29 avril 1945 | HMS Goodall (K 479) | Royaume-Uni | RA-66  | 1 150   | Coulé |

### Source et bibliographie
- (en) Cet article est partiellement ou en totalité issu de l’article de Wikipédia en anglais intitulé « German submarine U-286 » (voir la liste des auteurs).
- Chris Bishop, historien militaire (trad. de l'anglais par Christian Muguet), Les sous-marins de la Kriegsmarine : 1939-1945 : le guide d'identification des sous-marins [« The spellmount submarine identification guide : Kriegsmarine U-boats 1939-1945 »], Paris, Éd. de Lodi, 2008, 192 p. (ISBN 978-2-84690-327-1, OCLC 470721805, BNF 41298980)